# It's Still Rock and Roll to Me
It's Still Rock and Roll to Me è un brano musicale scritto e interpretato dal cantautore statunitense Billy Joel, pubblicato come singolo nel 1980 ed estratto dall'album Glass Houses.

## Tracce
- 7"

1. It's Still Rock and Roll to Me
2. Through the Long Night

## Formazione
- Billy Joel – voce, cori, piano elettrico, piano
- David Brown – chitarra elettrica
- Richie Cannata – sassofono
- Liberty DeVitto – batteria, percussioni
- Russell Javors – chitarra elettrica
- Doug Stegmeyer – basso

## Cover
- Il cantante statunitense Drake Bell inserisce la sua cover nel suo terzo album in studio Ready Steady Go! (2014).